# غزوه ذات‌الرقاع
غزوه ذات الرقاع یکی از جنگ‌های محمد پیامبر اسلام است که در ۱۰ محرم سال ۵ قمری در چهل و هفتمین ماه هجرت پیامبر، ۱۲ ژوئن سال ۶۲۶ میلادی به وقوع پیوست .

## دلیل نام‌گذاری
رقاع در زبان عربی به معنای «وصله‌ها» است و به چند دلیل به این جنگ، غزوه ذات الرقاع می‌گویند؛ اولاً مسلمانان در جبهه جنگ به پستی و بلندی‌هایی برخوردند که شبیه به لباس‌های وصله‌دار بود، ثانیاً سربازان اسلام برای جلوگیری از خستگی و سوزش، به پاهای خود کهنه‌پاره‌هایی پیچیده بودند، یا به این جهت که در آن منطقه جنگی، درختی بود که به آن ذات الرقاع می‌گفتند.

## علت جنگ
ابن غزوه نیز همچون غزوه‌های دیگر جنگی نبود که پیامبر آغاز کرده باشد بلکه برای خنثی کردن توطئه‌هایی بود که دشمنان اسلام در صدد اجرای آن بودند. به پیامبر گزارش رسید که دوتیره از قبیله ی غطفان مشغول گردآوری سلاح و سرباز هستند و قصد حمله به مدینه را دارند. تاکتیک پیامبر این بود که پس از کسب اطلاعات به دشمن مهلت کار و حرکت نمی داد بلکه صاعقه وار بر سر او می تاخت و توطئه را در نطفه خفه می‌کرد. پس پیامبر به سرعت ابوذر غفاری یا به روایتی عثمان را جانشین خود در مدینه قرار داد و به سوی سرزمین دشمن حرکت کرد. سپاهیان اسلام در ابتدا با گروهی از بنی غطفان روبرو شدند اما نبردی رخ نداد زیرا رعب و ترس جان دشمن را فراگرفت و همگی متفرق شدند.

## پاسداران پایدار
پیامبر پس از خنثی کردن توطئه به مدینه بازگشت و چون بیم شبیخون دشمن می رفت در دره‌ای فرود آمد. آنگاه به یاران خود گفت : کیست که امشب از اسلام پاسداری کند؟ دو نفر از مهاجرین و انصار به نام‌های عمار یاسر و عباد ابن بشر پاسداری دره را بر عهده گرفتند و قرار شد که هر کدام به نوبت نیمی از شب را نگهبانی دهند. عباد نیمه اول شب را بیدار ماند و عمار به خواب رفت. عباد به نماز ایستاد ناگهان دشمن از دور تیری به سوی او پرتاب کرد که در بدن او جای گرفت عباد تیر را از بدنش بیرون کشید و به زمین افکند و به نماز خود ادامه داد. دیری نپایید تیری دیگر از جانب دشمن بر بدن او اصابت کرد. وی باز هم تیر را بیرون کشید و به دور افکند ولی دیگر نتوانست سوره‌ای را که مشغول قرائت آن بود ادامه دهد ناچار به رکوع و سجود رفت و نماز را پایان رسانید و عمار را بیدار کرد. عمار از دوست پایدار خود گله کرد که چرا در پرتاب تیر نخست مرا بیدار نکردی؟ عباد در پاسخ گفت : مشغول نماز بودم و سوره‌ای را می خواندم دوست نداشتم سخنم را با خدای خویش قطع کنم. آنگاه در حالی که مشغول قرائت سوره اخلاص بود کشته شد.